# Hugonmotor

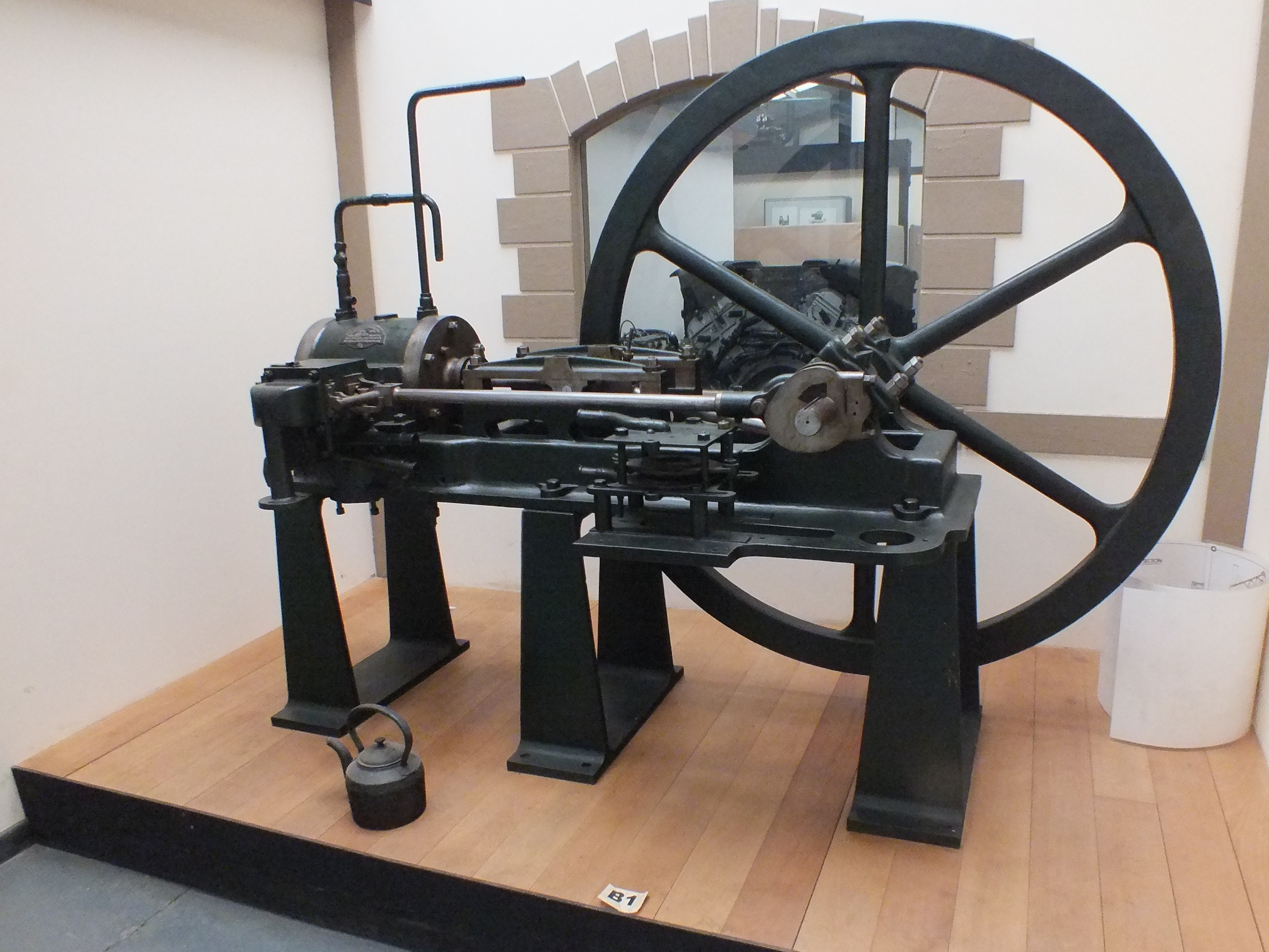
Hugonmotor im Anson Engine Museum, Baujahr 1867, 368 W

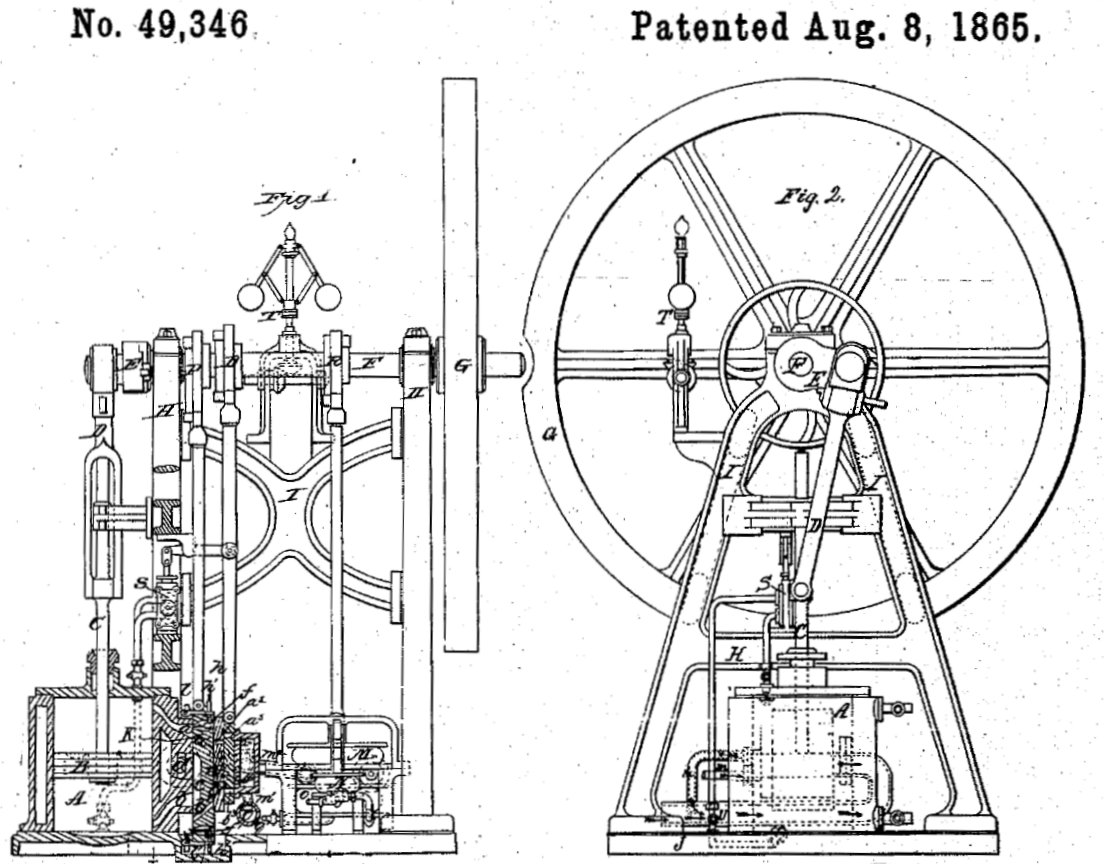
Stehender Hugonmotor

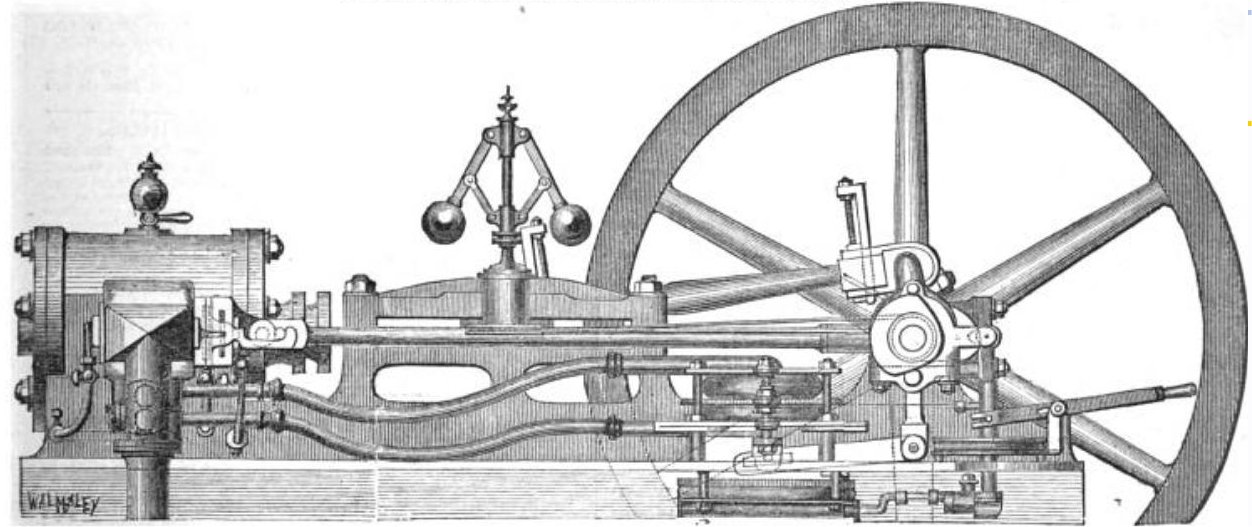
Liegender Hugonmotor

Der Hugonmotor, auch bekannt als Hugon’sche Gasmaschine bzw. Hugon-Gasmaschine, ist eine doppeltwirkende Verbrennungskraftmaschine mit äußerer Gemischbildung, die der französische Mechaniker Pierre Hugon 1858 erfand. Erst 1864 machte Hugon seine Erfindung öffentlich, nachdem Étienne Lenoir mit seinem Gasmotor Erfolg hatte. Trotz der Überlegenheit des Hugonmotors im Vergleich zum Lenoirmotor hinsichtlich Gas- und Ölverbrauch sowie Betriebssicherheit konnte er sich nicht durchsetzen und erfuhr keine nennenswerte Verbreitung. Ein Hugonmotor mit einer Leistung von 1471 W soll je nach Quelle einen Leuchtgasverbrauch von ca. 3,26 m³/kWh bzw. 3,32 m³/kWh gehabt haben, damit war er verbrauchsgünstiger als ein Lenoirmotor, verbrauchte aber mehr Kraftstoff als der atmosphärische Gasmotor Ottos und Langens, bei gleichzeitig höherer Laufruhe. 1868 kostete ein Hugonmotor mit 736 W Leistung 480 Thaler ab Werk. Es wurden stehende und liegende Ausführungen mit Leistungen von 368 W, 736 W, 1471 W und 2206 W angeboten. Heute ist noch ein Exemplar eines Hugonmotors bekannt, das sich im Anson Engine Museum befindet.

## Funktionsweise
Der Hugonmotor ist ein Hubkolben-Stationärmotor und wird mit Leuchtgas betrieben, das im Brennraum explosionsartig verbrennt und auf den Kolben wirkt. Über eine Pleuelstange wird die Kolbenbewegung auf ein Schwungrad übertragen und in eine Drehbewegung gewandelt. Er ähnelt noch einer Dampfmaschine und ist eine Zweitaktmaschine. Gas und Luft werden vor dem Einströmen in den Brennraum miteinander vermischt (äußere Gemischbildung), das Gemisch wird nicht verdichtet. Der Motor ist schiebergesteuert und doppeltwirkend. Das heißt, die Kraft wirkt abwechselnd von oben und von unten auf den Kolben. Das Leuchtgas wird mit zwei kleinen Gasflammen gezündet, die am oberen und unteren Ende außerhalb des Brennraumes brennen. Um den Motor vor Überhitzung zu schützen, wird er mit Wasser gekühlt, es wird auch eine geringe Menge Wasser unmittelbar in den Brennraum eingebracht.